# Luciano Montivero
Pour les articles homonymes, voir Montivero.
Luciano Antonio Montivero, né le 21 septembre 1978, est un coureur cycliste et directeur sportif argentin.

## Palmarès
- 2002
  - Giro del Sol San Juan
- 2003
  - Doble Difunta Correa
- 2004
  - Giro del Sol San Juan
- 2005
  - Tour de San Juan :
    - Classement général
    - 8e étape
- 2007
  - Tour de San Juan
  - 3e du Tour de Mendoza
- 2009
  - 6e étape du Tour de San Juan
  - 3e du Tour de San Juan
- 2010
  - 9e étape du Tour de Mendoza
  - 2e du Tour de San Juan
  - 3e de la Doble Calingasta
- 2011
  - Tour de Mendoza :
    - Classement général
    - Prologue (contre-la-montre par équipes) et 9e étape

  - 2e du championnat d’Argentine sur route
- 2014
  - Doble Calingasta
- 2017
  - Prologue du Giro del Sol San Juan (contre-la-montre par équipes)

## Classements mondiaux
| Année            | 2005 | 2006 | 2007 | 2008 | 2009 | 2010 | 2011 | 2012 | 2013 | 2014 | 2015 | 2016 | 2017 |
| ---------------- | ---- | ---- | ---- | ---- | ---- | ---- | ---- | ---- | ---- | ---- | ---- | ---- | ---- |
| UCI America Tour | 143e | 184e | 140e |      |      |      |      |      |      |      |      |      | 385e |